# Akreditacija institucija za visoko obrazovanje u SAD-u
Akreditacija institucija za visoko obrazovanje u SAD-u je postupak stručnih proučavanja (tzv. peer review) kojim priznate pokrajinske ili nacionalnalne nevladine agencija ocjenjuju kvalitetu nekog učilišta ili kvalitetu studijskih programa u Sjedinjenim Američkim Državama. Postpuak akreditiranja u SAD-u je započet dobrovoljnim suradnjem visokih škola početkom 19. stoljeća, a od 1952. Federalna Vlade sake savezne države ima vrlo malu ulogu u ocjeni kvalitete visokoškolskih ustanova. Te je godine donesen federalni zakon koji je postojeći proces mišljenja (recenzija) proglasio temeljem za vrednovanje kvalitete rada američkih sveučilišta od strane neke od agencija kojima je federalna vlada dala pravo dodjele akreditacija.
Ministarstvo obrazovanja SAD-a i nevladina organizacija Vijeće za akreditaciju visokog obrazovanja priznaju agencije koje ispunjavaju standarde kvalitete i pružaju im smjernice za rad. Niti ministarstvo niti vijeće ne dodjeljuju akreditacije pojedinačnim sveučilištima, već je to zadatak agencija.
Na osnovu Zakona o visokom obrazovanju iz 1965. Vijeće za akreditaciju visokog obrazovanja dužno je objaviti popis priznatih regionalnih i nacionalnih agencija i nadgledati i pratiti kvalitetu njihova rada. Regionalne agencije vrše širi pregled rada institucija i dodjeljuju akreditacije isključivo ustanovama u određenom dijelu SAD-a, dok nacionalne agencije vrše uži pregled i dodjeljuju akreditacije institucijama širom SAD-a, te izvan SAD-a. U američkom kontekstu, za regionalne agencije se općenito vjeruje da imaju više standarde rada iako sveučilišta mogu odabrati bilo koju priznatu agenciju kako bi akreditirali svoj rad.
Institucije visokog obrazovanja nisu dužne osigurati akreditaciju kako bi pružale obrazovanje u SAD-u. Studenti koji završe ove institucije u pravilu imaju znatno ograničenije mogućnosti zapošljavanja jer javne vlasti ne priznaju ove diplome i u pravilu ih se ne priznaje niti izvan SAD-a. Također, u SAD-u djeluje i određeni broj agencija za akreditaciju koje nisu priznate od strane ministarstva i vijeća. Iz toga su razloga studenti sami dužni provjeriti akreditaciju sveučilišta i agenciju koja mu je tu akreditaciju dodijelila.